# Cyaneolytta coeruleata
Cyaneolytta coeruleata – gatunek chrząszcza z rodziny majkowatych.

## Występowanie
Gatunek ten jest endemitem Madagaskaru. Znaleziony został między innymi w Bezà Mahafaly.